# Maison d’Arrêt et de Correction d’Abidjan
Das Maison d’Arrêt et de Correction d’Abidjan (MACA) ist das größte Gefängnis der Elfenbeinküste. Es befindet sich im Stadtteil Yopougon in Abidjan und grenzt an den Forêt du Banco.
Im März 2011 befanden sich circa 5.000 Insassen in Haft. Im Zuge der Regierungskrise 2010/11 wurden am 31. März 2011 alle 5.000 Gefangenen freigelassen und bewaffnet.
Das MACA ist Handlungsort des französischen Spielfilms La Nuit des Rois von Philippe Lacôte (2020).